# Suvîd, Vîșhorod
Suvîd (în ucraineană Сувид) este localitatea de reședință a comunei Suvîd din raionul Vîșhorod, regiunea Kiev, Ucraina.

## Demografie
Componența lingvistică a localității Suvîd
     Ucraineană (98,54%)
     Rusă (1,46%)
Conform recensământului din 2001, majoritatea populației localității Suvîd era vorbitoare de ucraineană (98,54%), existând în minoritate și vorbitori de rusă (1,46%).

## Galerie

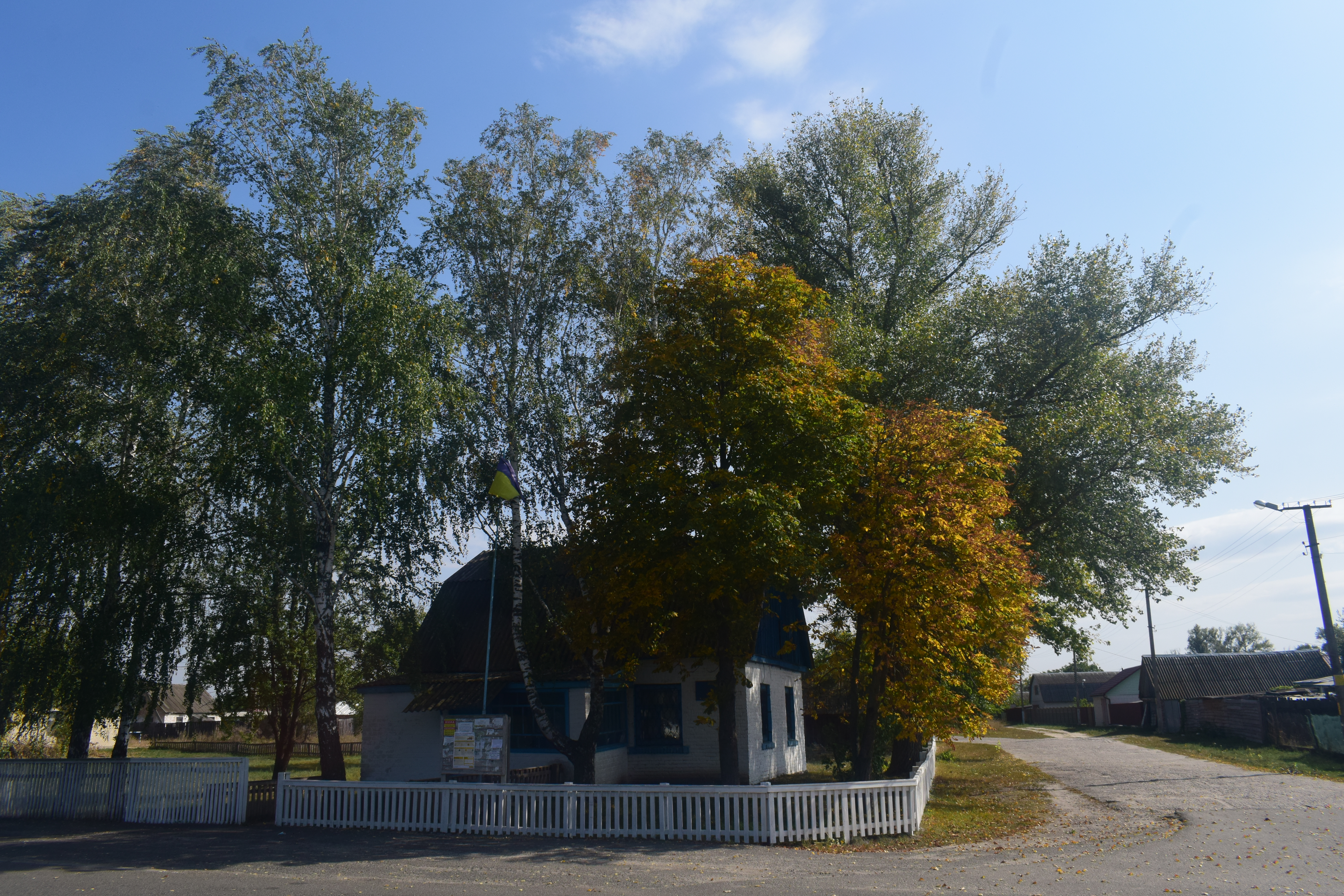
Consiliul satului Suvid
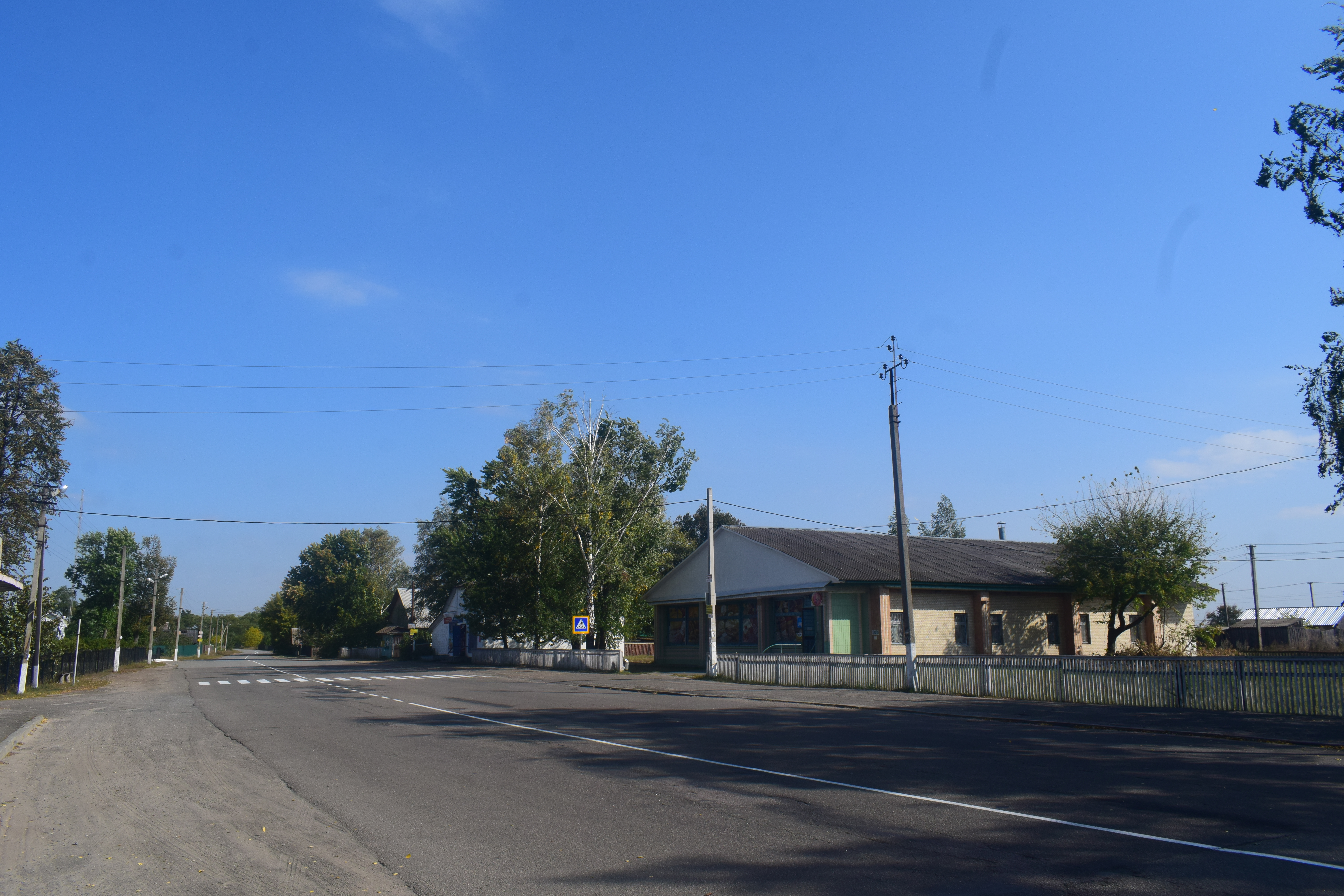
Magazin
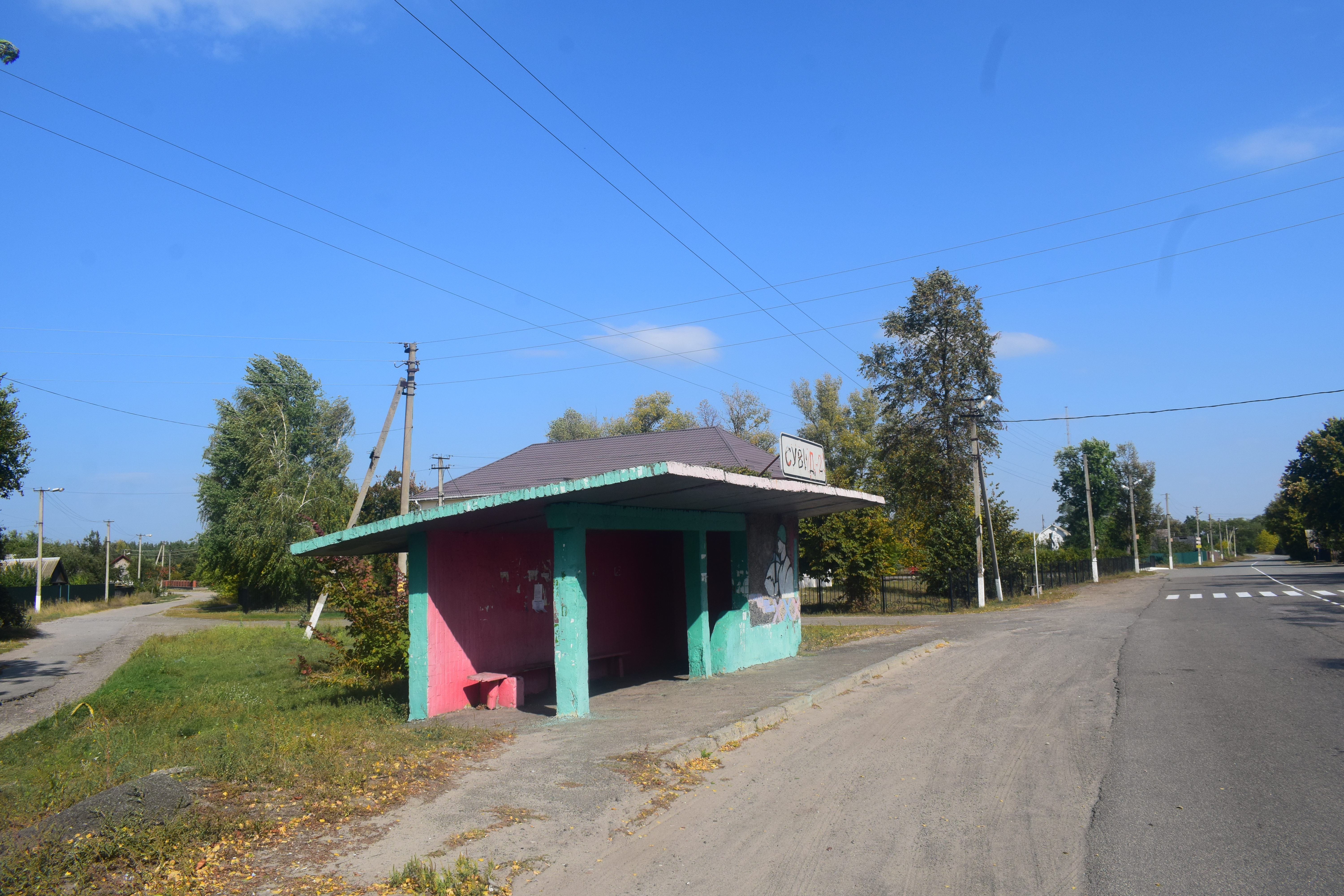
Stație de autobuz
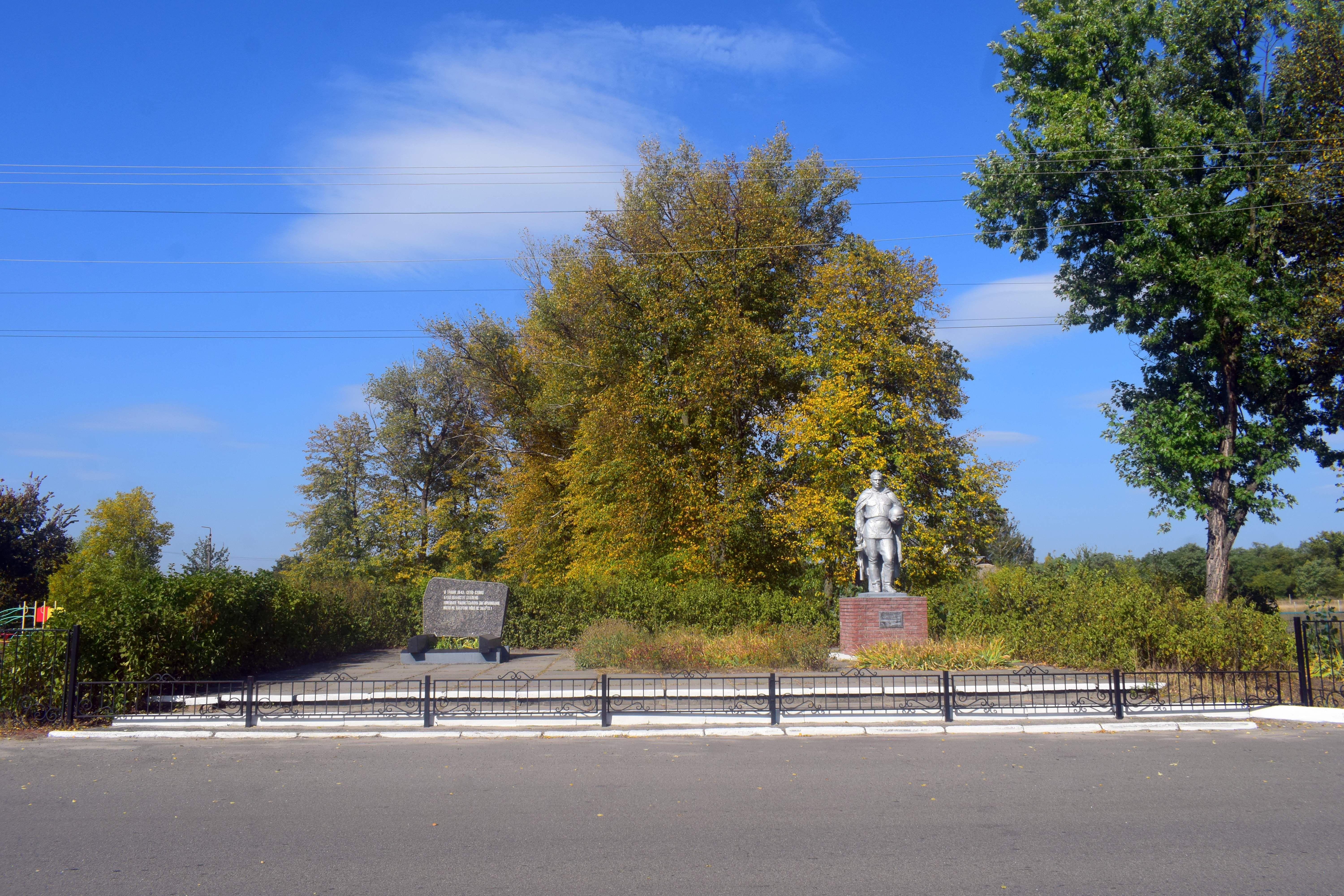
Mormânt comun în centrul satului
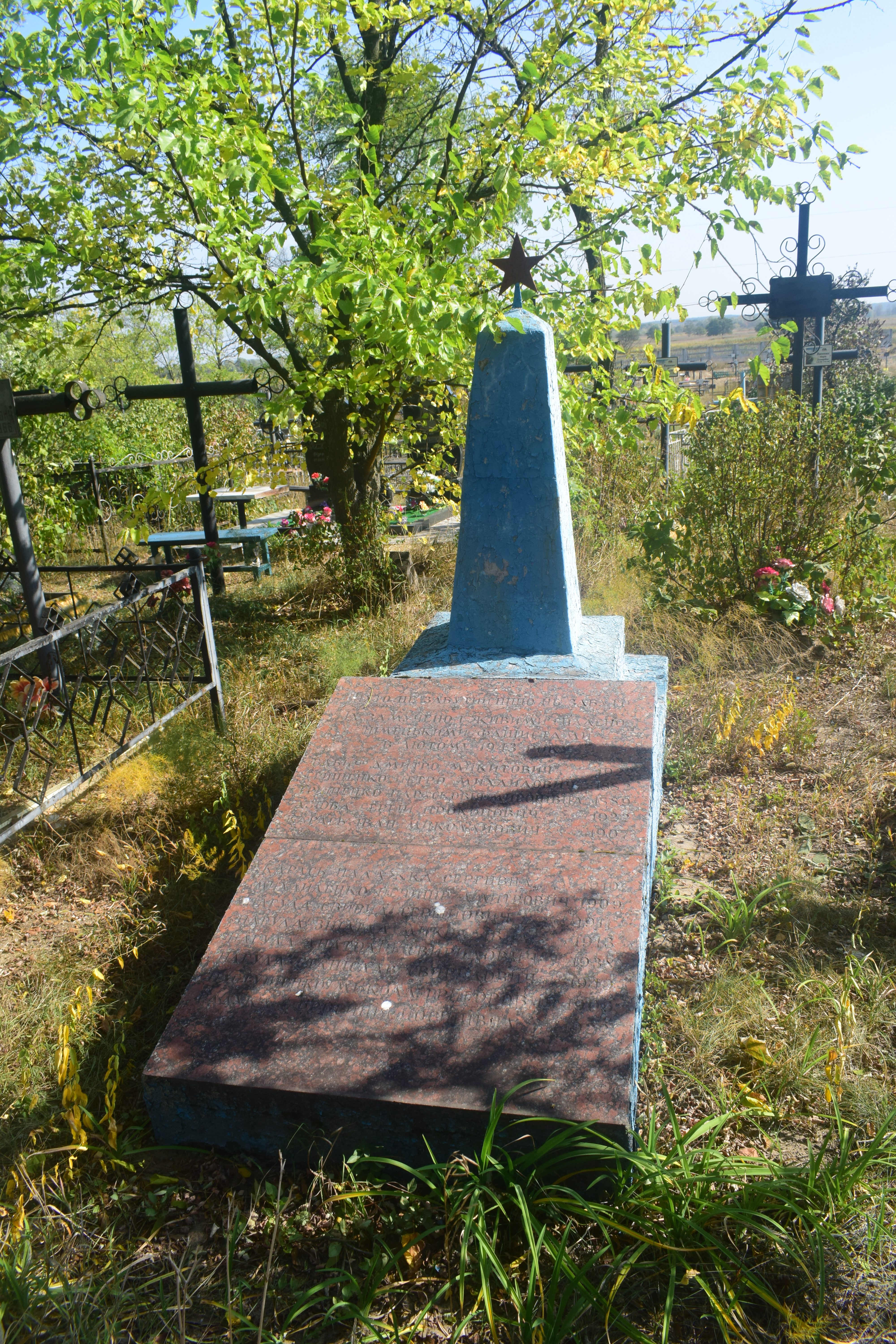
Una dintre mormintele comune din cimitir